# Arthur Schnabel
Arthur Schnabel (* 16. September 1947 in Schweigen; † 22. Oktober 2018 in Cancún, Mexiko) war ein deutscher Judoka und Sumō-Ringer.

## Leben
Arthur Schnabel wuchs in Mannheim auf und war gelernter Bäcker- und Konditormeister. Er betrieb in Mannheim ein Fitness-Center und eine Bäckerei und Konditorei. 
Er starb kurz nach den Senior-Meisterschaften 2018 in Cancún.

## Sport
Schnabel war Mitglied des 1. Mannheimer Judo-Clubs. Er gewann im Judo sieben deutsche und fünf internationale Meisterschaften. Bei den Europameisterschaften zwischen 1976 und 1984 errang er sieben Medaillen. 1983 und 1984 gewann er den Europapokal. Der Höhepunkt seiner Karriere war der Gewinn der Bronzemedaille in der offenen Klasse bei den Olympischen Spielen 1984 in Los Angeles. Im selben Jahr wurde er mit dem Silbernen Lorbeerblatt geehrt. 1992 wurde ihm der 6. Dan verliehen.
Anschließend begann Schnabel als Sumō-Ringer. Hier gewann er 1995 und 1997 die deutsche Meisterschaft. Außerdem gewann er bei den Europameisterschaften im selben Zeitraum drei Medaillen.
Auch 2007 war er noch aktiv und gewann die Gold-Medaille bei den ü30-Judo-Europameisterschaften in Sindelfingen in der Klasse M7.

## Belege
1. 1 2  Mannheim: Arthur Schnabel ist tot. In: Website des Rhein-Neckar Fernsehens. 25. Oktober 2018 (rnf.de [abgerufen am 25. Oktober 2018]).
2. ↑  Nordrhein-Westfälischer Judo-Verband

| Personendaten    | Personendaten      |
| ---------------- | ------------------ |
| NAME             | Schnabel, Arthur   |
| KURZBESCHREIBUNG | deutscher Judoka   |
| GEBURTSDATUM     | 16. September 1947 |
| GEBURTSORT       | Schweigen          |
| STERBEDATUM      | 22. Oktober 2018   |
| STERBEORT        | Cancún, Mexiko     |